# حياة خفية (فلم)
حياة خفية (بالإنجليزية: A Hidden Life) هو فلم درامي تاريخي ملحمي أطلق عام 2019 من تأليف وإخراج تيرينس ماليك، وبطولة أوجست ديهل، فاليري باشنر، ماتياس شوينارتس، ومايكل نيكفيست. يصور الفلم حياة فرانز ياجرستاتر، وهو مزارع نمساوي كاثوليكي متدين رفض القتال مع النازيين في الحرب العالمية الثانية، عنوان الفلم مأخوذ من رواية مدل مارش للكاتبة جورج إليوت.
عُرض الفلم لأول مرة في مهرجان كان السينمائي في مايو 2019 وتم عرضه في الولايات المتحدة في 13 ديسمبر 2019.

## الممثلون
- أوجست ديهل في دور فرانز ياجرشتاتر.
- فاليري باشنر في دور فرانزيسكا ياجرشتاتر
- مايكل نيكفيست في دور المطران جوزيف فليسر
- يورغن بروكناو في دور الرائد شليغل
- ماتياس شونارتس في دور النقيب هيردر
- برونو غانز في دور القاضي ويرنر لوبين
- مارتن ووتكي في دور الرائد كيل
- الكسندر فيلينغ في دور فريدريش فيلدمان
- ماريا سيمون في دور ريزي
- فرانز روجوفسكي في دور والدلاند
- توبياس موريتي في دور القس فرديناند فورثاور
- اولريش ماتيس في دور لورينز شوانينجر
- ماكس ماوف في دور ستيرز
- يوهان لييسين في دور أوهليندورف
- صوفي رويس في دور العمة
- كارل ماركوفيتش في دور العمدة
- الكسندر رادزون في دور الجلاد
- جويل بسمان في دور المتدرب العسكري
- فالديمار كوبوس في دور شتاين
- يوهانس كريش في دور ميلر

## إنتاج
أُعلن في 23 يونيو 2016 أن أوغست ديهل سيلعب دور جايجرستاتر النمساوي الذي كان معارضاً أثناء الحرب العالمية الثانية والذي أعدم في سن 36 وفاليري باكنر ستلعب دور زوجته فرانزيسكا جايجرستاتر وهو معارض أثناء الحرب العالمية الثانية والذي تم إعدامه لتقويضه الأعمال العسكرية ليتم إعلانه شهيدا من قبل الكنيسة الكاثوليكية.
قال ماليك إن فلم «حياة خفية» سيكون له سرد أكثر تنظيماً من أعماله السابقة، هذا ما يجعله أول فلم يحركه الحبكة وأضاف: «هناك الكثير من الضغط عند العمل بدون سيناريو لأنك قد تفقد مكانك ومن الصعب جدًا التنسيق مع الآخرين الذين يعملون على الفلم، يصل مصممو الإنتاج ومديرو المواقع في الصباح ولا يفعلون ذلك» لا أعرف ما الذي سنقوم بتصويره أو أين سنقوم بالتصوير والسبب في قيامنا بذلك هو محاولة الحصول على لحظات عفوية وحرة.
بدأ إنتاج الفلم في استديو بابلسبيرغ في بوتسدام بألمانيا في صيف 2016، من 11 يوليو إلى 19 أغسطس 2016 وتم التصوير في في جنوب تيرول، في مواقع كنيسة القديس فالنتين في سيس أم شليرن، وادي غسيس، قرية رودنيك، المطاحن في ترينتن، مروج ألبيونز في لاجين، توريس، موهلباخ، منتزه بويز جيزلر، وقلعة فيلتورنو النهضة في قرية فيلدثرنس، حصن القلعة الفرنسية، وحدائق الأسقف هوفبورغ في بريكسين ودير نيوستيفت.
في أغسطس 2016، ظهرت تقارير تفيد بأن بعض مشاهد الفلم قد تم تصويرها في قرية جبلية إيطالية صغيرة اسمها سابادا.

## موسيقى
سجل موسيقى الفلم جيمس نيوتن هوارد وعازف الكمان جيمس إينيس، في إستديوهات آبي رود في لندن يوم واحد يونيو 2018، وتم إصداره بواسطة سجلات سوني الكلاسيكية في 6 ديسمبر 2019.

## الاطلاق
عُرض الفلم لأول مرة في مسابقة مهرجان كان السينمائي الثاني والسبعين في 19 مايو 2019.
في اليوم التالي، استحوذت عليها شركة فوكس سيرش لايت بيكتشرز مقابل 12-14 مليون دولار، عُرض الفلم في مكتبة أفلام الفاتيكان في 4 ديسمبر 2019.